# 汉斯·哈斯
汉斯·哈斯（德語：Hans Haas，1906年10月17日—1973年5月14日），奥地利男子举重运动员。他曾代表奥地利参加1928年和1932年夏季奥林匹克运动会举重比赛，获得一枚金牌和一枚银牌。